# 1. deild Wysp Owczych (2005)
W roku 2005 odbyła się 62. edycja 1. deild Wysp Owczych – drugiej ligi piłki nożnej Wysp Owczych. W rozgrywkach brało udział 10 klubów z całego archipelagu. Klub z pierwszego miejsca awansował do Formuladeildin, a w tym sezonie był to B68 Toftir. Kolejny klub uzyskał prawo do gry w barażach, które B71 Sandoy przegrał z GÍ Gøta i pozostał w drugiej lidze. Drużyna z ostatniego miejsca (GÍ II Gøta) automatycznie spadała do ligi trzeciej, zaś przedostatnia rozgrywała baraż, który B36 II Tórshavn przegrał z klubem KÍ II Klaksvík i spadł do trzeciej ligi. Był to pierwszy sezon po zmianie nazwy ligi z 2. deild na 1. deild.

## Uczestnicy
| Uczestnicy 2. deild Wysp Owczych 2004                                                                         | Uczestnicy 2. deild Wysp Owczych 2004 | Uczestnicy 2. deild Wysp Owczych 2004 | Uczestnicy 2. deild Wysp Owczych 2004 |
| --- | ------------------------------------- | ------------------------------------- | ------------------------------------- |
| B71 | B71 Sandoy                            | 2                                     |                                       |
| AB | AB Argir                              | 3                                     |                                       |
| LÍF | LÍF Leirvík                           | 4                                     |                                       |
| Royn | Royn Hvalba                           | 5                                     |                                       |
| B36II | B36 II Tórshavn                       | 8                                     |                                       |
| Nowi uczestnicy                                                                                               |                                       |                                       |                                       |
| FSV | FS Vágar 2004                         |                                       |                                       |
| VBSII | VB/Sumba II                           |                                       |                                       |
| Spadek z 1. deild Wysp Owczych 2004                                                                           |                                       |                                       |                                       |
| B68 | B68 Toftir                            | 10                                    |                                       |
| Awans z 3. deild Wysp Owczych 2004                                                                            |                                       |                                       |                                       |
| GÍ II | GÍ II Gøta                            | 1                                     |                                       |
| HBII | HB II Tórshavn                        | 2                                     |                                       |
| Oznaczenia: - kolumna pierwsza – skróty nazw drużyn, - kolumna trzecia – miejsce zajęte w poprzednim sezonie. |                                       |                                       |                                       |

## Tabela ligowa
| Lp. | Drużyna             | M  | Z  | R | P  | Bramki | Bramki | Różn. | Pkt | Uwagi                   |
| --- | ------------------- | -- | -- | - | -- | ------ | ------ | ----- | --- | ----------------------- |
| 1   | B68 Toftir (M) (A)  | 18 | 14 | 3 | 1  | 71     | 16     | +55   | 45  | Awans do Formuladeildin |
| 2   | B71 Sandoy          | 18 | 13 | 2 | 3  | 66     | 20     | +46   | 41  | Baraże o Formuladeildin |
| 3   | FS Vágar 2004       | 18 | 12 | 2 | 4  | 52     | 18     | +34   | 38  |                         |
| 4   | AB Argir            | 18 | 12 | 2 | 4  | 55     | 33     | +22   | 38  |                         |
| 5   | HB II Tórshavn      | 18 | 7  | 1 | 10 | 40     | 44     | −4    | 22  |                         |
| 6   | LÍF Leirvík         | 18 | 6  | 3 | 9  | 45     | 48     | −3    | 21  |                         |
| 7   | Royn Hvalba         | 18 | 6  | 2 | 10 | 27     | 52     | −25   | 20  |                         |
| 8   | VB/Sumba II         | 18 | 6  | 1 | 11 | 35     | 68     | −33   | 19  |                         |
| 9   | B36 II Tórshavn (S) | 18 | 4  | 3 | 11 | 21     | 48     | −27   | 15  | Baraże o 1. deild       |
| 10  | GÍ II Gøta (S)      | 18 | 0  | 1 | 17 | 18     | 83     | −65   | 1   | Spadek do 2. deild      |

### Baraże o 1. deild
| Drużyna 1                            | Wynik dwumeczu | Drużyna 2      | Pierwszy mecz | Drugi mecz |
| ------------------------------------ | -------------- | -------------- | ------------- | ---------- |
| KÍ II Klaksvík                       | 1-9            | HB II Tórshavn | 0:4           | 1:5        |
| Po lewej gospodarz pierwszego meczu. |                |                |               |            |

| 26 października 2005                                         | KÍ II Klaksvík       | 2:1   | B36 II Tórshavn |                                                         |
|                                                              | Erling Fles 60', 82' | (0:0) | 90' (sam.) ?    | Djúpumýra, Klaksvík Sędzia: Petur Reinert (LÍF Leirvík) |
| Frank Joensen 63', 75' · Erling Fles 68' · Tórður Lervig 90' |                      | (0:0) |                 | Djúpumýra, Klaksvík Sędzia: Petur Reinert (LÍF Leirvík) |

| 29 października 2005 | B36 II Tórshavn                                  | 2:5   | KÍ II Klaksvík                                                                               |                                                                        |
|                      | Jens Kristian Hansen 5' · Johan Ellingsgaard 83' | (1:1) | 45', 72' Erling Fles · 70' (sam.) Ásbjørn Jøkladal · 73' Tórður Lervig · 90' Jósup Henriksen | Gundadalur (ovari vøllur), Tórshavn Sędzia: Eiler Rasmussen (Skála ÍF) |
| Bogi Hermansen 66'   | 35' Kristian Andreasen · 89' Steffan Kalsø       | (1:1) |                                                                                              | Gundadalur (ovari vøllur), Tórshavn Sędzia: Eiler Rasmussen (Skála ÍF) |

B36 II Tórshavn w wyniku meczów barażowych spadł do trzeciej ligi.